# Jim Murphy (Politiker)

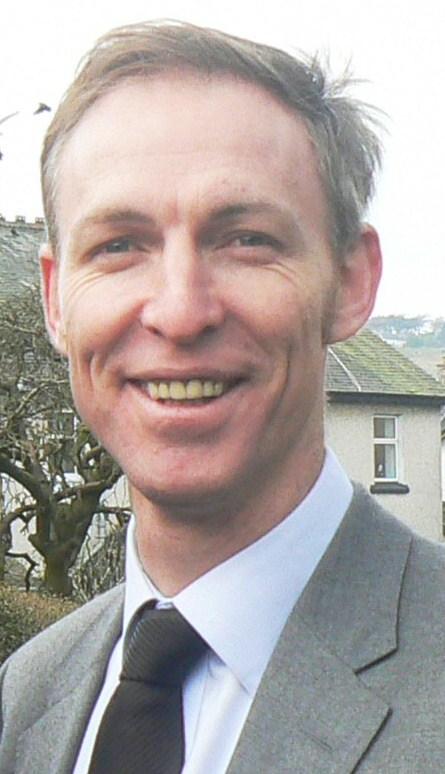
Jim Murphy (2010)

James Francis „Jim“ Murphy (* 23. August 1967 in Arden, Glasgow, Schottland) ist ein britischer Politiker der Labour Party, der von 1997 bis 2015 Mitglied des House of Commons und unter anderem Schottland-Minister in der Regierung von Premierminister Gordon Brown war.

## Leben

### Studium, berufliche Laufbahn und Unterhausabgeordneter
Murphy wuchs zunächst in Arden, einem Vorort Glasgows auf, und besuchte dort die Barmine Secondary School. Nachdem sein Vater arbeitslos wurde, wanderte die Familie 1979 nach Südafrika aus und besuchte in Kapstadt die Milnerton High School. Nach Schulabschluss kehrte er 1985 nach Schottland zurück und studierte an der University of Strathclyde Politikwissenschaften und Europarecht, wobei er sich den Lebensunterhalt als Kellner verdiente.
Während seines Studiums war er von 1992 bis 1994 Präsident der National Union of Students Scotland und danach zwischen 1994 und 1996 der National Union of Students (NSU), dem Dachverband der britischen Studentenverbände. Obwohl er keinen Studienabschluss erwarb, begann er zugleich 1994 seine berufliche Laufbahn als Direktor bei Endsleigh Insurance, einem in Cheltenham ansässigen Finanzintermediär.
Seine politische Laufbahn begann er danach, als er 1996 Projektmanager bei der Scottish Labour Party wurde, dem Landesverband der Labour Party in Schottland. Bei den Unterhauswahlen vom 1. Mai 1997 wurde er erstmals als Mitglied in das House of Commons gewählt und vertrat zunächst den Wahlkreis Eastwood sowie seit den Unterhauswahlen vom 5. Mai 2005 den Wahlkreis East Renfrewshire. Während dieser Zeit war er zwischen 1997 und 2001 erst stellvertretender Vorsitzender und dann von 2001 bis 2002 Vorsitzender der Labour Friends of Israel. Darüber hinaus war Murphy zwischen 1999 und 2001 Mitglied des Unterhausausschusses für öffentliche Haushalte.
Zwischen Juni 2001 und Mai 2002 war er Parlamentarischer Privatsekretär der damaligen Schottlandministerin Helen Liddell sowie im Anschluss Whip der Regierungsfraktion im Unterhaus im Rang eines Lords Commissioner to the Treasury.

### Aufstieg zum Schottlandminister und Oppositionspolitiker
Im Mai 2005 übernahm er erstmals ein Regierungsamt als „Juniorminister“, nachdem er zum Parlamentarischen Unterstaatssekretär im Kabinettsamt ernannt wurde. Danach erfolgte im Mai 2006 seine Ernennung zum Staatsminister im Ministerium für Arbeit und Pensionen und er war dort zunächst für Beschäftigung und Wohlfahrtsreformen verantwortlich und anschließend von August 2006 bis Juni 2007 für Arbeit. Im Juni 2007 wechselte er als Staatsminister in das Foreign and Commonwealth Office, das Ministerium für Auswärtiges und Angelegenheiten für das Commonwealth of Nations, und war in diesem bis Oktober 2008 zuständig für Europa.
Im Rahmen einer Regierungsumbildung ernannte ihn Premierminister Gordon Brown am 6. Oktober 2008 zum Schottland-Minister (Secretary of State for Scotland) und damit zum Nachfolger von Des Browne. Das Amt des Schottlandministers übte er bis zum Ende der Amtszeit von Premierminister Brown am 11. Mai 2010 aus.
Nach der Wahlniederlage der Labour Party bei den Unterhauswahlen vom 6. Mai 2010 wurde er zunächst als „Schatten-Schottlandminister“ in das Schattenkabinett seiner Partei berufen. Er selbst konnte im Gegensatz zum landesweiten Trend seiner Partei sein eigenes Wahlergebnis bei diesen Wahlen um 6,9 Prozentpunkte gegenüber der Wahl von 2005 verbessern und bekam 5172 Wählerstimmen mehr als bei der vorherigen Wahl.
Im Oktober 2010 berief ihn der neue Labour-Vorsitzende Ed Miliband schließlich zum „Schatten-Verteidigungsminister“ in dessen Schattenkabinett. Bei den Unterhauswahlen 2015 konnte sich Murphy in seinem Wahlkreis East Renfrewshire nicht gegen die SNP-Kandidatin Kirsten Oswald durchsetzen und er schied in der Folge aus dem britischen Unterhaus aus.